# Mario Faustinelli
Mario Faustinelli (né le 8 novembre 1924 à Venise  et mort le 31 juillet 2006 à Milan) est un dessinateur et un scénariste italien de bandes dessinées. 

## Biographie
De 1945 à 1949 il est avec Hugo Pratt l'un des deux encreurs de la série d'aventures L'As de pique (L’Asso di Picche).